# Șinteu
Șinteu (en slovaque : Nová Huta) est une commune roumaine du județ de Bihor, en Transylvanie, dans la région historique de la Crișana et dans la région de développement Nord-Ouest.

## Géographie
La commune de Șinteu est située dans l'est du județ, à la limite avec le județ de Sălaj, dans les Monts Plopiș, à 23 km au nord-est d'Aleșd, à 27 km au sud-ouest de Șimleu Silvaniei et à 62 km à l'est d'Oradea, le chef-lieu du județ.
La municipalité est composée des quatre villages suivants, nom hongrois, (population en 2002) :
- Huta Voivozi, Almaszeghuta (213) ;
- Socet, Fordyló (129) ;
- Șinteu, Sóyombővár (537), siège de la commune ;
- Valea Târnei, Hármaspatak (408).

## Histoire
La première mention écrite du village de Șinteu date de 1458 sous le nom hongrois de Solymoskew.
La commune, qui appartenait au royaume de Hongrie, en a donc suivi l'histoire.
Après le compromis de 1867 entre Autrichiens et Hongrois de l'empire d'Autriche, la principauté de Transylvanie disparaît et, en 1876, le royaume de Hongrie est partagé en comitats. Șinteu intègre le comitat de Bihar (Bihar vármegye).
À la fin de la Première Guerre mondiale, l'Empire austro-hongrois disparaît et la commune rejoint la Grande Roumanie au traité de Trianon.
En 1940, à la suite du deuxième arbitrage de Vienne, elle est annexée par la Hongrie jusqu'en 1944. Elle réintègre la Roumanie après la Seconde Guerre mondiale au traité de Paris en 1947.

## Politique
| Parti | Parti                                                                | Conseillers |
| ----- | -------------------------------------------------------------------- | ----------- |
|       | Union démocratique des Slovaques et des Tchèques de Roumanie (UDSCR) | 4           |
|       | Parti national libéral (PNL)                                         | 2           |
|       | Pro Romania (PRO)                                                    | 2           |
|       | Parti social-démocrate (PSD)                                         | 1           |

## Religions
En 2002, la composition religieuse de la commune était la suivante :
- Catholiques romains, 98,60 % ;
- Chrétiens orthodoxes, 1,24 %.

## Démographie
| Année | Composition ethnique | Composition ethnique | Composition ethnique | Composition ethnique | Composition ethnique | Composition ethnique |
| Année | Roumains             | Hongrois             | Juifs                | Roms                 | Slovaques            | Autres               |
| ----- | -------------------- | -------------------- | -------------------- | -------------------- | -------------------- | -------------------- |
| 1920  | 15                   | 5                    | 0                    | -                    | -                    | 2 070                |
| 1930  | 9                    | 13                   | 26                   | 1                    | 3 119                | 3                    |
| 1941  | 5                    | 142                  | 15                   | 1                    | 4 118                | 542                  |
| 1956  | 13                   | 13                   | 0                    | 0                    | 2 080                | 6                    |
| 1977  | 24                   | 1                    | 0                    | 0                    | 1 841                | 2                    |
| 1992  | 11                   | 2                    | 2                    | 0                    | 1 522                | 0                    |
| 2002  | 19                   | 4                    | 0                    | 0                    | 1 264                | 0                    |
| 2011  | 11                   | 6                    |                      |                      | 984                  | 20                   |

Șinteu est la ville de Roumanie avec le plus fort pourcentage de Slovaques.

## Économie
L'économie de la commune repose sur l'agriculture (pommes de terre notamment) et l'élevage.

## Communications

### Routes
Șinteu est située sur la route nationale DN1H Aleșd-Șimleu Silvaniei.

## Manifestation
Le village est le lieu du festival annuel folklorique de la communauté slovaque.